# Parafia Podwyższenia Krzyża Świętego i św. Marii Magdaleny w Siemowie
Parafia Podwyższenia Krzyża Świętego i św. Marii Magdaleny w Siemowie – parafia rzymskokatolicka, znajdująca się w archidiecezji poznańskiej, w dekanacie gostyńskim.